# Justinas Marcinkevičius
Justinas Marcinkevičius (Važatkiemis, distrito de Prienai, 10 de marzo de 1930 – Vilna, 16 de febrero de 2011), fue un poeta, dramaturgo, traductor y académico lituano.
Su obra reivindicó la identidad histórica y cultural de la nación lituana y se le considera uno de los poetas más populares de finales del siglo XX y principios del XXI en dicho país. A finales de los años 80 participó activamente en el movimiento reformista Sąjūdis y fue uno de los actores más influyentes en la restauración de Lituania como estado independiente.

## Biografía

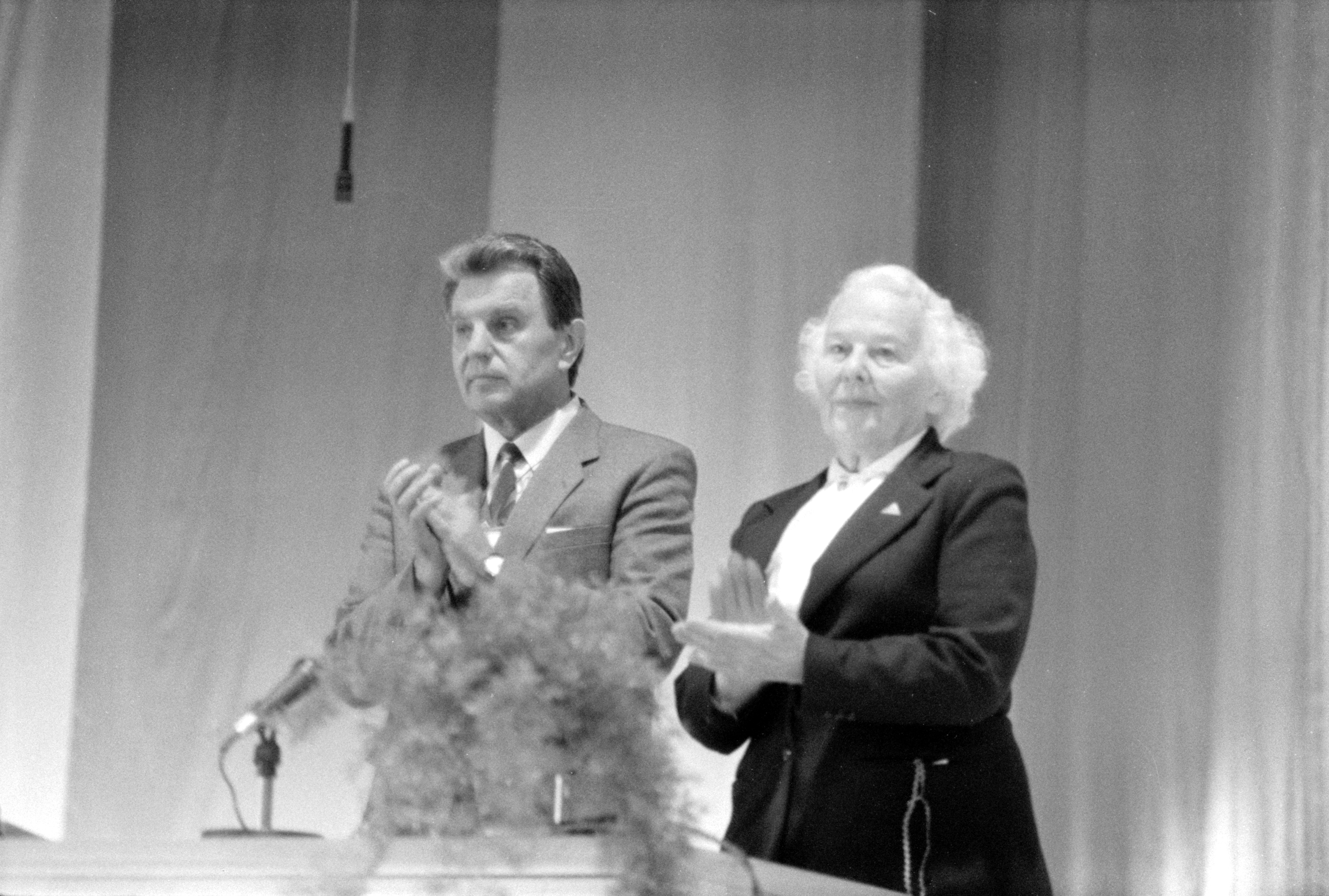
Justinas Marcinkevičius y la pedagoga Meilė Lukšienė durante el Congreso Constituyente de Sąjūdis (1988).

Justinas Marcinkevičius nació en una familia de campesinos. Estudió lengua y literatura lituana en la Facultad de Filología e Historia de la Universidad de Vilna y se licenció en 1954. Al año siguiente publicó su primer poemario Prašau žodžio ("Pido la palabra"). Su poema Dvidešimtas pavasaris ("Vigésima primavera", 1956), que trata sobre la vida de la juventud lituana en los años de posguerra, fue galardonado con el Premio Estatal de la RSS de Lituania en 1957. Aquel mismo año se afilió al Partido Comunista de Lituania. De 1959 a 1960 fue secretario de la Unión de Escritores de Lituania, y de 1960 a 1965 vicepresidente de la misma.
Otras obras aclamadas por la crítica fueron Kraujas ir pelenai ("Sangre y cenizas", 1960), que versa sobre los crímenes de guerra nazis, Publicistinė poema ("Poema publicitario", 1961), Duoną raikančios rankos ("Manos que parten el pan", 1963), Mediniai tiltai ("Puentes de madera", 1966), o Liepsnojantis krūmas ("La zarza ardiente", 1968). También escribió libros para niños, como Greitoji pagalba ("Primeros auxilios", 1975), o Grybų karas ("La guerra de los hongos", 1988). Obtuvo su segundo Premio Estatal de la RSS de Lituania en 1969, por el drama Mindaugas, que junto con Donelaitis (1964), Siena (1965) y Katedra (1971) constituye una tetralogía sobre la historia del pueblo lituano.
Tradujo al lituano obras de Alexander Pushkin (en particular La fuente de Bajchisarái), de Serguéi Yesenin, la epopeya nacional estonia Kalevipoeg y la epopeya nacional finlandesa Kalevala, de Elias Lönnrot.
En la década de 1980 participó en las actividades del movimiento reformista Sąjūdis. Desde 1990 fue miembro de pleno derecho de la Academia de Ciencias de Lituania. En 1998 recibió el Premio Herder. En 2001 fue galardonado con el Premio Nacional de Cultura y Arte de Lituania.

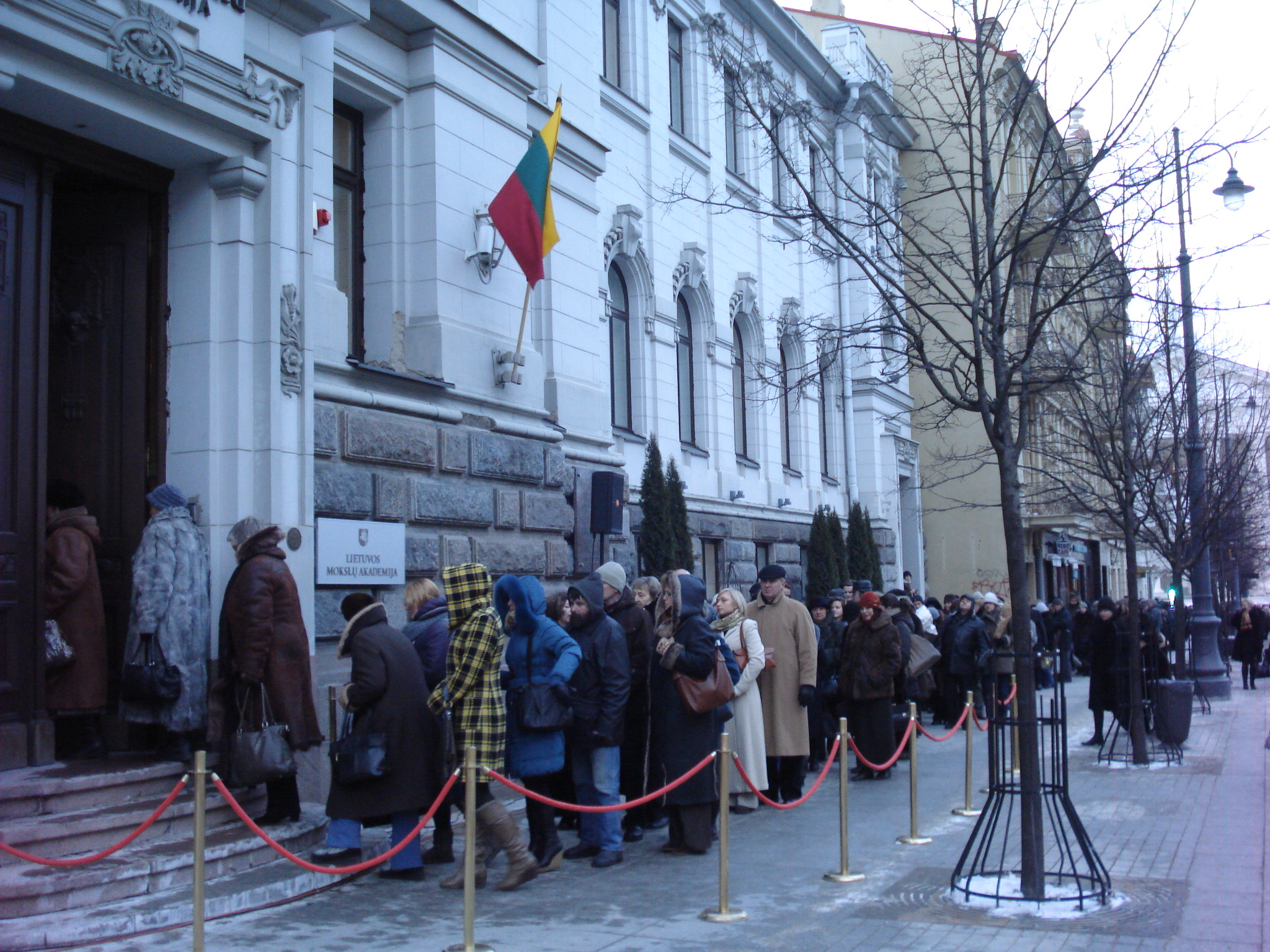
Gente haciendo cola para rendir el último adiós a Marcinkevičius en Vilna (2011).

El 7 de diciembre de 2010, tras sufrir una caída por la escalera del edificio donde vivía, fue trasladado con un traumatismo craneal y fractura cervical al Hospital Universitario de Vilna, donde falleció el 16 de febrero de 2011, a los 80 años de edad. En memoria del poeta fallecido, se declaró luto oficial en Lituania desde las 7:00 horas del viernes 18 de febrero hasta las 22:00 horas del sábado 19 de febrero. El 18 de febrero se instaló la capilla ardiente en el Gran Salón de la Academia de Ciencias de Lituania, en Vilna. El 19 de febrero fue enterrado en el cementerio de Antakalnis de Vilna.
El 3 de julio de 2012 se inauguró una placa conmemorativa con un bajorrelieve de Justinas Marcinkevičius en la Universidad de Vilna, en un acto que contó con la presencia de la presidenta Dalia Grybauskaitė, el ministro de Cultura Arūnas Gelūnas y el rector Benediktas Juodka.

## Estilo literario y temática

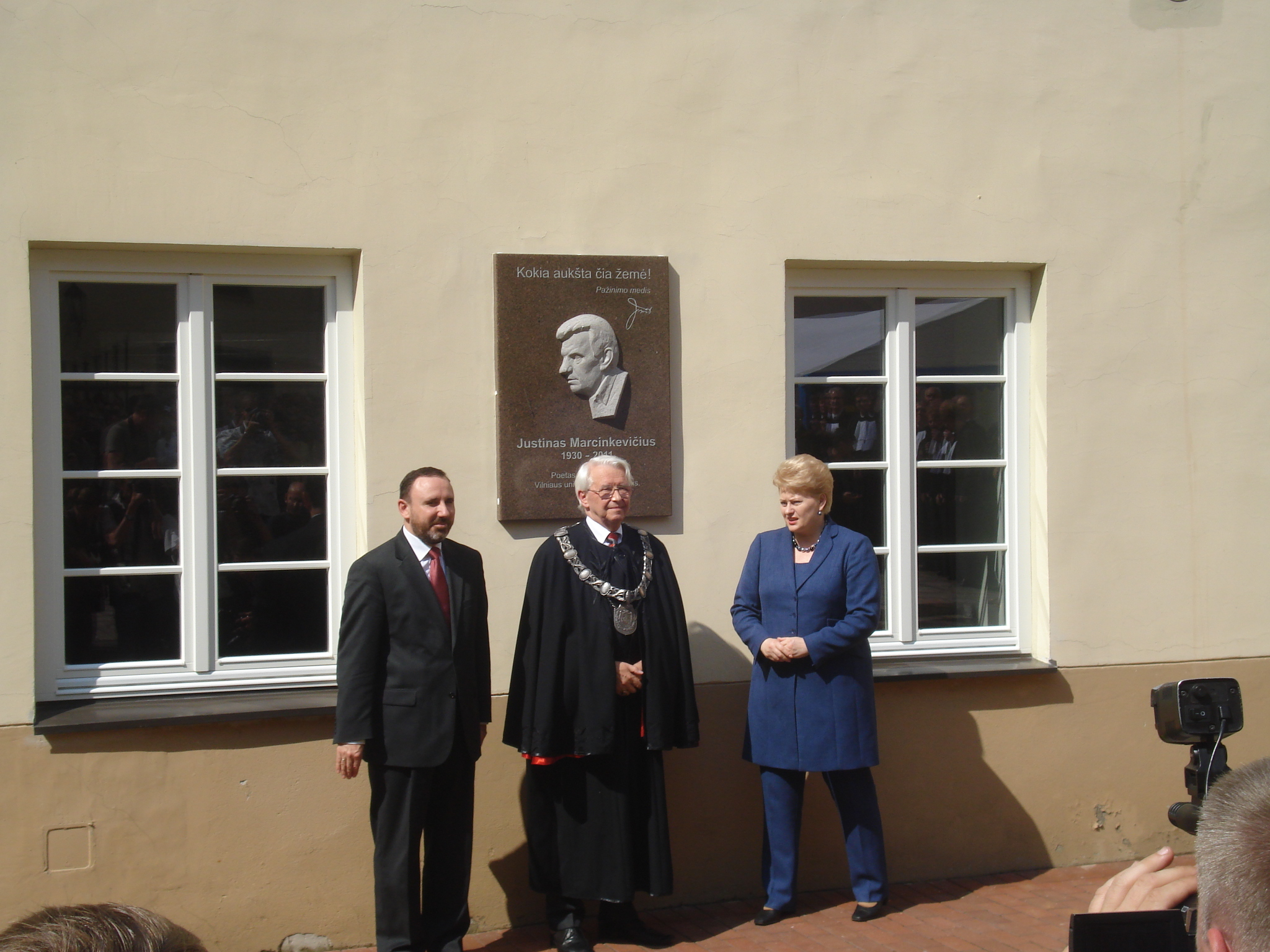
La presidenta Dalia Grybauskaitė (derecha) durante la ceremonia de inauguración de la placa conmemorativa en honor a Justinas Marcinkevičius en la Universidad de Vilna (2012)

Sus primeras obras (Prašau žodžio, Daina prie laužo, Dvidešimtas pavasaris) se ajustaban a las normas del realismo socialista. Celebraban la pertenencia al Partido Comunista, elogiaban la colectivización agraria soviética y describían episodios que muestran la influencia positiva de ese sistema en el pueblo.
Justinas Marcinkevičius fue percibido por una parte de la sociedad lituana como un "poeta nacional" en la época soviética. Continuando la tradición del lirismo neorromántico lituano, su obra revivió y reivindicó la identidad cultural de la nación lituana y devolvió la idea humanista del hombre a la literatura lituana. Los temas principales su la obra eran Lituania, su historia, su presente, su naturaleza y su cultura, el hombre en su patria y en el mundo, y los problemas existenciales del hombre: la felicidad, el deber, el sufrimiento, el miedo, la lealtad, la virtud y la bondad.
Marcinkevičius entró en la historia de la dramaturgia y el teatro lituanos con su trilogía Mindaugas, Katedra y Mažvydas, en la que reflexiona sobre la formación y la unificación del Estado lituano y la necesidad de preservar la lengua materna. Esta trilogía impulsó el nacionalismo durante la época soviética y despertó el interés por la lengua y la historia.
El núcleo de la poesía de Marcinkevičius es una reflexión sobre el ser de la nación lituana, su trayectoria histórica y su destino. La fuente más importante de la identidad nacional lituana para el poeta era la cultura rural campesina. Por ello, en sus poemas y poesías, el trabajo cotidiano, el hogar y los útiles de labranza son elevados al nivel de lo sagrado y del mito. Las obras de Marcinkevičius son ricas en elementos de la campiña lituana: campos, prados, ríos y lagos. El folclore lituano, especialmente las canciones populares, fue uno de los pilares fundamentales de su obra. Casi todas las metáforas poéticas de Marcinkevičius provienen de imágenes de la naturaleza y del folclore.
Sus obras se han traducido al alemán, ruso, inglés, búlgaro, húngaro, noruego, letón, estonio, rumano, serbio, eslovaco, armenio, checo, uzbeko, georgiano, moldavo, kirguís, ucraniano y otras lenguas. El poema Laisvė ("Libertad"), escrito en 1974, llevó al grupo Antikvaras a componer una canción que se convirtió en una especie de himno para los hechos del 13 de enero de 1991.

## Obras
| - Kraujas ir pelenai: poema heroico. 1960. - Duoną raikančios rankos: poesía. 1963. - Donelaitis: poesía. 1964. - Siena: poesía. 1965. - Mediniai tiltai: poesía. 1966. - Liepsnojantis krūmas: poesía. 1968. - Mindaugas: drama - poesía. 1968. - Katedra: drama. 1971. - Šešios poemos. 1973. - Mažvydas. 1977. - Gyvenimo švelnus prisiglaudimas: lírica. 1978. - Pažinimo medis: poema. 1978. - Būk ir palaimink: lírica. 1980. - Dienoraštis be datų. 1981. - Raštai. 1982-1983. - Vienintelė žemė: poesía. 1984. - Už gyvus ir mirusius: lírica. 1988. | - Lopšinė gimtinei ir motinai: poesía. 1992. - Prie rugių ir prie ugnies: poesía. 1992. - Eilėraščiai iš dienoraščio: poesía. 1993. - Tekančios upės vienybė: novela. 1994. - Tekančios upės vienybė: novela, 2.ª ed., 1995. - Daukantas: cuento dramático. 1997. - Žingsnis. 1998. - Dienoraštis be datų: novela, 2.ª ed., 1999. - Poezija. 2000. - Devyni broliai: balada lírica. 2000. - Carmina minora: poema. 2000. - Pažinimo medis: poema. 2.ª ed., 2001. - Dienos drobulė: poesía. 2002. - Grybų karas: poema. 2002. - Voro vestuvės: vaikų, tėvelių ir senelių pamėgta poemėlė, Vilna: Vaga, 2002. - Trilogija ir epilogas. Mindaugas. Mažvydas. Katedra. Daukantas: drama poético y cuento dramático. 2005. - Poemos. 2007. |